# Pla de bits
Un pla de bits d'un senyal discret digital (com una imatge o un so) és un conjunt de bits corresponents a una posició de bit donada en cada un dels números binaris que representen el senyal.
Per exemple, per a la representació de dades de 16 bits, hi ha 16 plans de bits: el primer pla de bits conté el conjunt dels bits més significatius, i el setzè conté els bits menys significatius.
És possible veure que el primer pla de bits dona els bits més aproximats però com més crítica és l'aproximació dels valors d'un mitjà, i més alt és el nombre del pla de bits, menor és la seva contribució a la plataforma final. Per tant, l'addició d'un pla de bits dona una millor aproximació.
Si un bit en l'enèsim pla de bits en un conjunt de dades de m bits s'estableix en 1, aporta amb un valor de 2(m-n), en cas contrari, no aporta res. Per tant, els plans de bits poden aportar la meitat del valor del pla de bits anterior. Per exemple, en una representació de 8 bits amb valor 10.110.101 (181 en decimal) els pla de bits funciona de la següent manera:
| Pla de bits | Valor | Aportació    | Total acumulat |
| ----------- | ----- | ------------ | -------------- |
| 1r          | 1     | 1 * 27 = 128 | 128            |
| 2n          | 0     | 0 * 2⁶ = 0   | 128            |
| 3r          | 1     | 1 * 2⁵ = 32  | 160            |
| 4t          | 1     | 1 * 24 = 16  | 176            |
| 5è          | 0     | 0 * 23 = 0   | 176            |
| 6è          | 1     | 1 * 2² = 4   | 180            |
| 7è          | 0     | 0 * 2¹ = 0   | 180            |
| 8è          | 1     | 1 * 20 = 1   | 181            |

El nom de pla de bits s'utilitza de vegades com a sinònim de mapa de bits; però, tècnicament, el primer es refereix a la ubicació de les dades en la memòria i el segon a les pròpies dades.
Un dels aspectes de la utilització de plans de bits és la determinació de si un pla de bits és soroll o conté informació significativa.
Un mètode per al càlcul d'això és comparar cada píxel (X, Y) amb els tres píxels adjacents (X-1, I), (X, I-1) i (X-1, i-1). Si el píxel és el mateix que almenys dos dels tres píxels adjacents, no és soroll. Una pla de bits amb soroll tindrà entre un 49% i un 51% de píxels que són soroll.
Els bits se solen agrupar en mapes (de bits), una tècnica de representació d'una imatge mitjançant una sèrie de línies i columnes, de píxels. Clarament, passem de quelcom analògic a quelcom digital i d'aquesta manera la transmissió, la impressió i la transformació d'imatges és possible per via electrònica. Cada píxel d'aquestes sèries té un codi, el que es coneix com a codificació. Aquesta ve determinada per dos àmbits, la resolució de la imatge, que correspon al nombre total de píxels, i la profunditat de color, que correspon a la quantitat d'informació de cada píxel, determinant, per tant, la qualitat de la imatge.

## Aplicacions

### Formats d'arxius multimedia
Com un exemple, en el so PCM la codificació del primer bit en la mostra indica el signe de la funció, i l'últim bit defineix el valor precís. La substitució dels bits més significatius té com a resultat més distorsió que la substitució dels bits menys significatius. En compressió de dades amb pèrdues que utilitzen plans de bits es dona més llibertat per codificar els plans de bits menys significatius, en canvi, és més complicat de preservar els plans de vits més significatius.

### Visualització de mapes de bits
Alguns ordinadors mostraven gràfics en format pla de bits, com era el cas de l'Amiga i de l'Atari ST, contrastant amb el altres que utilitzaven un format més comú. Això va permetre que certs tipus de manipulació d'imatges es realitzessin utilitzant operacions bit a bit (especialment amb un xip blitter), i mitjançant efectes de desplaçament de paral·laxi.

### Estimació de moviment de vídeo
Alguns algoritmes d'estimació de moviment es poden realitzar utilitzant plans de bits (per exemple, després de l'aplicació d'un filtre per convertir les característiques dels marges destacats en valors binaris). Això de vegades pot proporcionar una bona aproximació suficient per a les operacions de correlació amb cost computacional mínim. Això es basa en l'observació que la informació espacial és més important que els valors reals. Les circumvolucions poden reduir-se per les operacions de desplaçament de bits, o si es realitzen en maquinària especialitzada.

### Xarxes neuronals
Els formats de plans de bits poden utilitzar-se per passar imatges a les xarxes neuronals d'impulsos, o aproximacions de baixa precisió a les xarxes neuronals convolucionals o a les xarxes neuronals artificials.